# Clavell Tower
Koordinaten: 50° 36′ 26,9″ N, 2° 7′ 47,4″ W

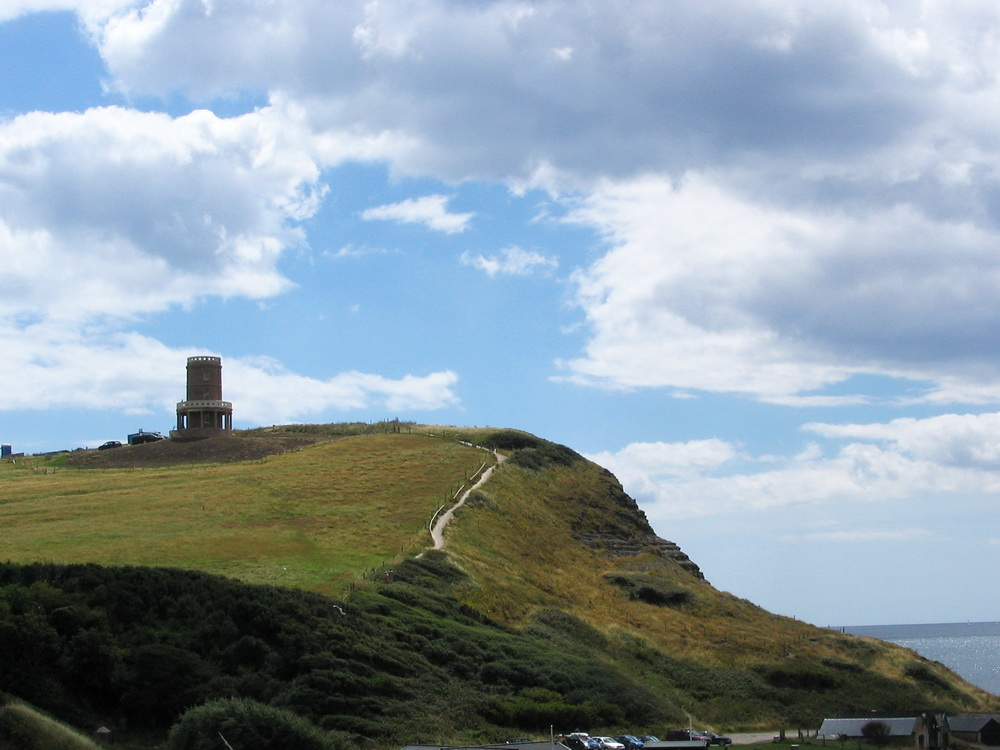
Clavell Tower auf dem Hen Cliff, Isle of Purbeck

Der Clavell Tower ist ein Folly und ehemaliges Observatorium. Er ist auch bekannt als Clavell Folly oder Kimmeridge Tower. Das Bauwerk wird auch als Turm der Winde bezeichnet.

## Lage
Der Clavell Tower wurde auf der als Hen Cliff bezeichneten Felswand an der Jurassic Coast der englischen Südküste des Ärmelkanals erbaut. Der Standort liegt in der Nähe von Kimmeridge auf der Isle of Purbeck in der Grafschaft Dorset. Kimmeridge liegt circa 6 km südlich von Wareham, etwa 4 km südwestlich von Corfe Castle und 8 km westlich von Swanage. 

## Geschichte
Clavell Tower wurde von Reverend John Richards Clavell von Smedmore House im Jahre 1830 erbaut. Dieser hatte seinen Namen geändert von Reverend John Richards zu John Richards Clavell, als er das Grundstück Smedmore im Jahre 1817 erbte. 
Der Turm ist etwa elf Meter hoch und steht auf einer Felswand, die etwa 100 Meter über den Meeresspiegel ragt. Der Hauptturm wurde aus ausgewähltem Naturstein gebaut, die Fensterumrahmungen aus Backsteinen. Das Erdgeschoss ist von einer toskanischen Kolonnade umgeben und das Dach und sein Brüstung sind aus Purbeck-Stein. Insgesamt hat der Turm vier Etagen. Das Erdgeschoss aus Stein trägt die drei oberen Geschosse aus Holz.
Es gibt Anzeichen dafür, dass es im Erdgeschoss Kamine gab. Dies würde darauf hindeuten, dass eine ganzjährige Nutzung die Absicht war. Der Zugang zu den oberen Stockwerken war nur über eine Leiter möglich.
Der Schriftsteller Thomas Hardy nahm oft seine erste Liebe Eliza Nicholl zum Clavell Tower. Er benutzte eine Illustration des Gebäudes in seinem Werk Wessex Poems. Die lokale Küstenwache verwendete den Turm als Aussichtspunkt bis in die 1930er Jahre, als er ausbrannte. Der desolate Zustand des Clavell Towers war die Inspiration zu Baroness P. D. James’ Roman The Black Tower. Die Geschichte handelt von einer Frau in einem Rollstuhl, die über den Rand der Klippen geschoben wurde.

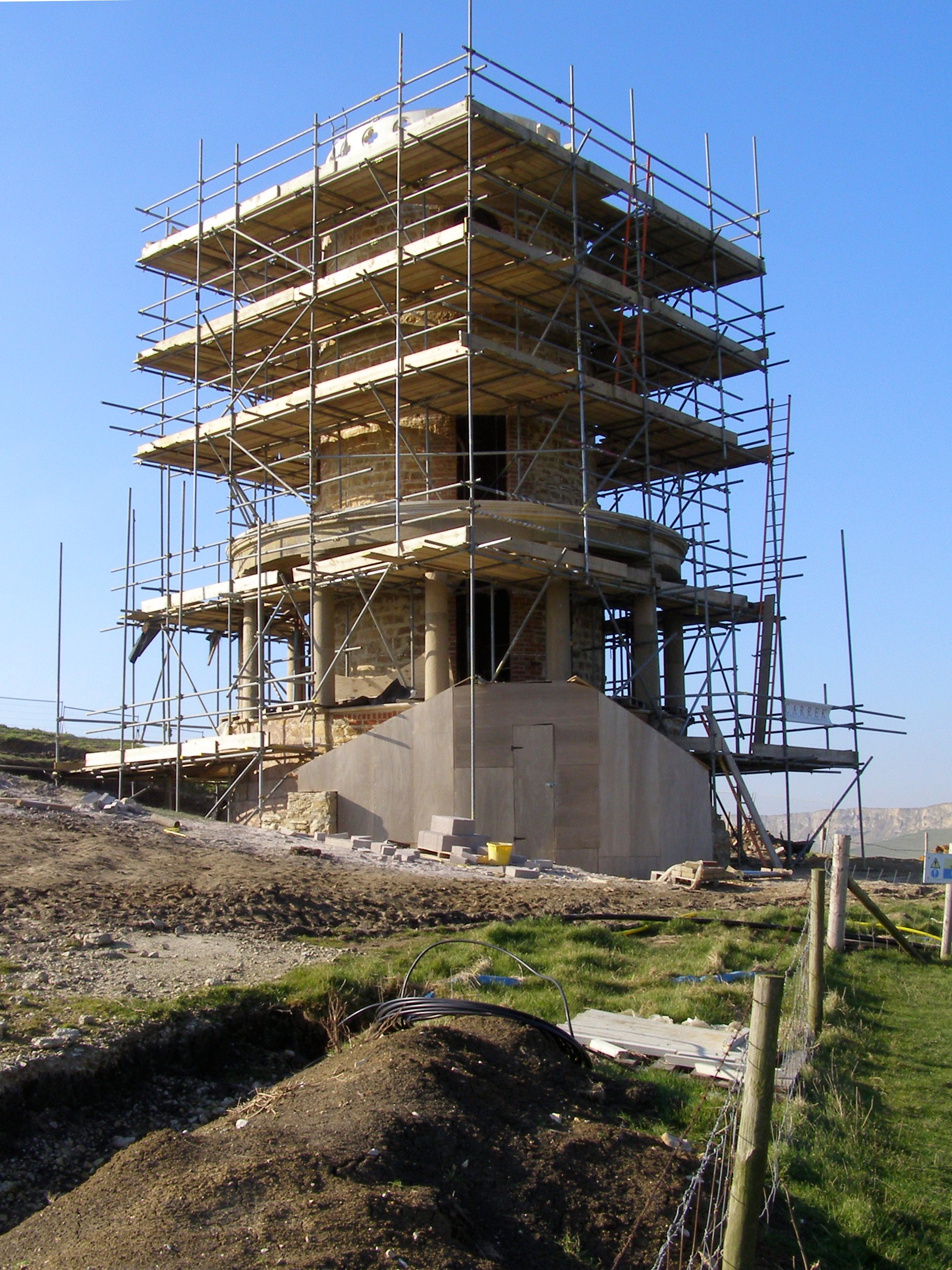
Clavell Tower während des Umbaus, Februar 2008

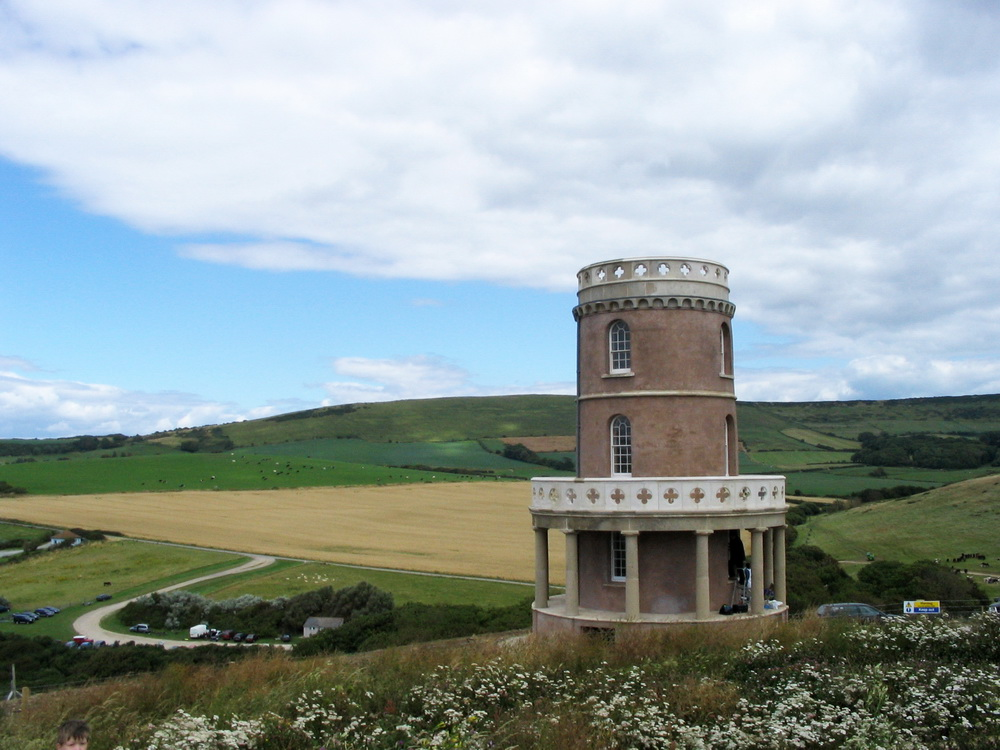
Clavell Tower nach dem Umbau

## Versetzung
Der Clavell Tower ist im Besitz des Landmark Trust. Der Turm über der Kimmeridge Bay wurde von Küstenerosion bedroht und war in Gefahr, ins Meer zu stürzen. Er wurde zwischen dem 5. September 2006 und den 25. Februar 2008 um 25 Meter landeinwärts versetzt, weg von den bröckelnden Felswänden.
Seine 16.272 Steine wurden entfernt, nummeriert, fotografiert und durch Ingenieure und spezialisierte Bauarbeiter neu zusammengesetzt. Das Innere wurde ebenfalls renoviert. Die Kosten des Umbaus wurden mit ungefähr £900.000 beziffert.

## Tower of the Winds
Der Clavell Tower wurde ursprünglich Sternwarte und Ausflugsziel, diente als Folly jedoch auch rein ästhetischen Bedürfnissen. Nach der Versetzung und Renovierung wird der Turm als Ferienwohnung genutzt.
Die lage des Turms über der Klippe führte zu seinem weiteren Namen Tower of the Winds. Auf der anderen Seite der Bucht, ebenfalls einsam und isoliert, befindet sich eine sogenannte Pferdekopfpumpe. Seit den späten 1950er Jahren wird Öl aus den Klippen gepumpt. Das größte europäische Onshore-Ölfeld befindet sich auf Wytch Farm, nicht weit entfernt.